# Pizza Hut
Pizza Hut (произносится Пицца Хат; от англ. Hut — «хижина») — сеть пиццерий, состоящая более чем из 15 тысяч точек в более чем 100 странах мира. Pizza Hut входит в корпорацию Yum! Brands.
Основана в 1958 году братьями Дэном и Фрэнком Карни в городке Уичито, штат Канзас. Специализировалась на приготовлении американского варианта пиццы, а также таких гарниров как паста, куриные крылышки, хлебцы, чесночный хлеб. Являлась самой большой сетью пиццерий в мире.
«Пицца Хат» делится на два типа пиццерий: «Пицца Хат» для семейного обеда и фастфуды «Пицца Хат Экспресс». Семейные пиццерии отличаются от фастфудов более разнообразным меню, бо́льшим количеством мест и обслуживающего персонала (как, например, в сети ресторанов Golden Corral).

## История
Первая пиццерия «Pizza Hut» была открыта в 1958 году в США, в штате Канзас. Капиталом для её открытия послужили 600 долларов. Первая пиццерия Pizza Hut за пределами США была открыта спустя 10 лет — в 1968 году в Канаде. Одной из отличительных черт пиццерий сети было наличие доставки пиццы, этот факт сильно способствовал росту популярности компании. Сегодня пиццерии Pizza Hut присутствуют более чем в 100 странах мира.
С 1977 по 1997 годы компания Pizza Hut являлась собственностью PepsiCo.
2 июля 2020 года на волне пандемии коронавируса COVID-19 и вызванного ей экономического кризиса была начата процедура банкротства компании.
На данный момент компания закрылась в России.
Пиццерии в России были переименованы в «Пицца Н».
В 2024 в Ташкенте, Узбекистан открылись 3 филиала Pizza Hut.

## Концепция
Пиццерия Pizza Hut разделена на несколько разных форматов: пиццерии в семейном стиле; места доставки и выдачи в магазинах; гибридные места, в которых есть варианты на вынос, доставка и обед. В некоторых полноразмерных заведениях Pizza Hut есть обеденный шведский стол с пиццей «всё, что вы можете съесть», салатом, десертами и хлебными палочками, а также паста-бар. У Pizza Hut есть и другие бизнес-концепции, не зависящие от типа магазина.
В 1975 году Pizza Hut начала тестировать концепции Applegate’s Landing. Эти рестораны имели экстерьер, похожий на дома в колониальном стиле, и эклектичный интерьер с изображением грузовика с салат-баром в кровати. Сеть предлагала большую часть тех же итальянско-американских блюд, таких как пицца и блюда из пасты с некоторыми дополнениями, такими как гамбургеры и хлебный пудинг. Пристань Эпплгейта прекратила своё существование в середине 1980-х годов, за исключением одного места в Макферсоне, штат Канзас, которое закрылось осенью 1995 года.
В 2004 году была представлена концепция под названием «Итальянское бистро Pizza Hut». В 50 точках США бистро похоже на традиционную Pizza Hut, за исключением того, что в меню представлены новые блюда в итальянской тематике, такие как паста пенне, куриный помидор и поджаренные сэндвичи. Вместо чёрного, белого и красного цвета в бистро используются бордовые и коричневые мотивы. В некоторых случаях Pizza Hut заменила красную крышу новой концепцией. Места Pizza Hut Express — это рестораны быстрого питания; они предлагают ограниченное меню со многими продуктами, которых нет в традиционной Pizza Hut. Эти магазины часто находятся в паре с WingStreet в США и Канаде или другими родственными брендами, такими как KFC или Taco Bell, которые можно найти в кампусах колледжей, ресторанных двориках, тематических парках, кегельбанах и в таких магазинах, как Target.
Винтажные места с красной крышей, спроектированные архитектором Ричардом Д. Берком, можно найти в США и Канаде; несколько из них существуют в Великобритании, Австралии и Мексике. В своей книге «Оранжевые крыши, золотые арки» Филлип Лэнгдон писал, что архитектура красной крыши Pizza Hut «является чем-то вроде странного объекта, не относящегося к сфере значимой архитектуры, но быстро отражающего изменения в популярных вкусах и, несомненно, влияющего на повседневную жизнь. Эти здания редко появляются в архитектурных журналах, но сегодня они стали одними из самых многочисленных и заметных в Соединённых Штатах».
Curbed.com сообщает: «Несмотря на решение Pizza Hut отказаться от этой формы, когда они перешли на доставку, по состоянию на 2004 год всё ещё оставалось 6 304 традиционных единицы, каждая с черепичной крышей и трапециевидными окнами, означающими в равной степени пригородный комфорт и торговый центр». Этот стиль здания был распространён в конце 1960-х — начале 1970-х годов. Название «красная крыша» сейчас несколько анахронично, поскольку во многих местах коричневые крыши. Десятки этих ресторанов закрылись, были перемещены или перестроены.
Во многих старых местах с красной крышей есть пиво, если не полный бар, музыка из музыкального автомата, а иногда и аркада. В середине 1980-х компания перешла на другие форматы, включая доставку или самовывоз и модель быстрого питания «Экспресс».

## Общественные проекты
В октябре 1984 г. президент Pizza Hut Артур Гюнтер в ответ на призыв президента США Рональда Рейгана к национальным компаниям принять участие в развитии образования внедрил программу Book it!: в обмен на выполнение ежемесячных целей по чтению учителя выдают ученикам сертификаты, по которым те получают в Pizza Hut сувениры (значки и закладки) и беплатную пиццу. К 40-летию программы в ней приняли участие более чем 70 млн человек, получивших более 1,5 млрд пицц. участвовать в программе, которая теперь включает цифровые сертификаты и журналы чтения, а также опции для детей, обучающихся на дому. Среди участников программы были следующие авторы и произведения: Ужастики Роберта Лоуренса Стайна, Энциклопедия Браун Дональда Соболя, Медведи Беренстейны, Амелия Беделиа, Дети товарного вагона, Клуб нянь, «Волшебный чердак» Шери Купер Синикин, романы о Нэнси Дрю и Приключения школьников Бейли Дебби Дейди и Марсии Торнтон Джонс. Значки Book It! благодаря своему красочному дизайну стали популярными товарами на eBay (были сняты с производства примерно в начале 2000-х гг).

## Деятельность

### Pizza Hut в России
В СССР первый ресторан открылся 8 марта 1990 года. На 2010 год в Москве действовали 3 ресторана «Пицца Хат». В 1997 году в съёмках рекламного ролика «Пицца Хат» принимал участие Михаил Сергеевич Горбачёв.

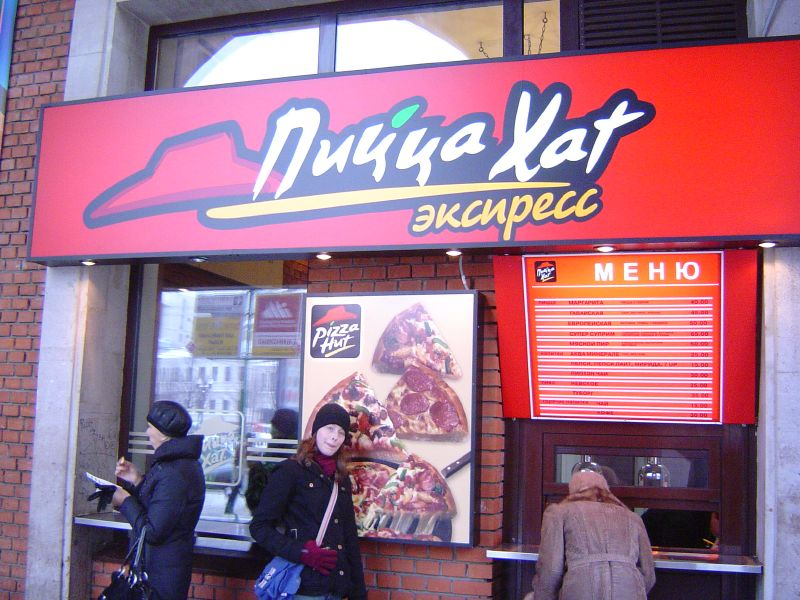
Филиал американской сети пиццерий «Пицца Хат» в Москве

В 2012 году рестораны «Пицца Хат» в Москве были выкуплены другим брендом. Сеть ресторанов сохранилась в Санкт-Петербурге. 30 декабря 2013 года в Москве вновь открылся ресторан «Пицца Хат».
В России к 2022 г. под брендом Pizza Hut работало около 70 пиццерий. Исходно в РФ сеть управлялась польским холдингом Amrest и американской Yum! Brands, но в 2018 году Amrest выкупила заведения американских партнеров и приобрела мастер-франшизу бренда. В 2022 г. оценочно за 300 млн. руб. бизнес был продан основанной топ-менеджерами группы «Ростик» компании  «Ной-М». По состоянию на конец 2024 г. насчитывалось 50 пиццерий.